# María del Carmen Maroto Vela

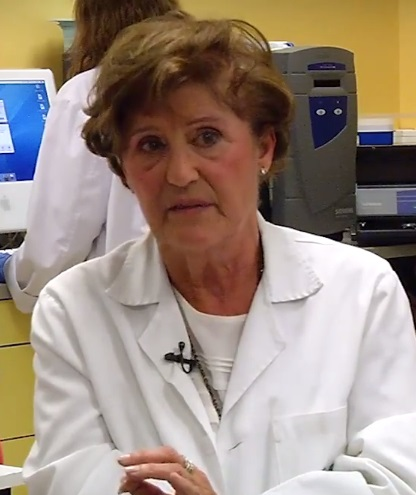
Carmen Maroto, 2014

María del Carmen Maroto Vela (* 21. Juli 1938 in Madrid, Spanien) ist eine spanische Medizinerin,  Mikrobiologin und Hochschullehrerin. Sie ist emeritierte Professorin an der Universität Granada. Sie war 1999 das erste weibliche Mitglied der Königlichen Nationalen Akademie für Medizin Spaniens seit der Gründung der Institution im Jahr 1732. Sie ist ordentliches Mitglied der Königlichen Akademie für Medizin von Ost-Andalusien und war von 2004 bis 2012 deren erste Präsidentin.

## Leben und Werk
Vela studierte Medizin und Chirurgie an der Universidad Complutense de Madrid und erwarb einen Bachelor-Abschluss und promovierte in Medizin und Chirurgie. Ihre Spezialgebiete sind Mikrobiologie und Parasitologie, klinische Analyse sowie Präventivmedizin und öffentliche Gesundheit. 1973 wurde sie Assistenzprofessorin für Mikrobiologie und Parasitologie an der Universität Granada, wo sie als Prodekanin und Studienleiterin der medizinischen Fakultät tätig war. Von 1980 bis 1983 war sie ordentliche Professorin an der Universität Granada und von 1980 bis 1991 Direktorin der Krankenpflegeschule der Universität.
Sie war außerdem Forschungsprojektleiterin für das Komitee für klinische Studien des Hospital Clínico de Granada und Stipendiatin des FISS, der andalusischen Regionalregierung und der CEE (Europäischen Wirtschaftsgemeinschaft). Von 1978 bis 2008 war sie Leiterin der Abteilung für Mikrobiologie und Parasitologie am Hospital Clínico San Cecilio in Granada.
Sie forschte zu Hepatitis A und B, viralen Interaktionen, der Replikation und Übertragung von Hepatitis-B- und -C-Viren, der Quantifizierung der Viruslast, der Anwendung molekularbiologischer Techniken auf verschiedene Viren sowie zur Untersuchung der Antiretrovirusresistenz mittels Sequenzierungsmethoden. Sie war 1993 Koordinatorin des Programms Biotechnologische Methoden in der Umwelt und Medizinischen Mikrobiologie an der Fakultät für Medizin und Mikrobiologie der Technischen Hochschule Bingen.
Sie hat über 270 Zeitschriftenartikel und 400 Konferenzbeiträge verfasst und rund dreißig Doktorarbeiten betreut. Ihr Forschungsschwerpunkt lag auf der Immunantwort auf verschiedene Viren, insbesondere Leberviren und AIDS. In diesem Zusammenhang leitete sie das ostandalusische Referenzzentrum für antiretrovirale Resistenz am Universitätsklinikum San Cecilio in Granada.
Sie ist mit Gonzalo Piédrola Angulo verheiratet, ebenfalls Mitglied der Königlichen Akademie der Medizin von Granada.
Vela ist Mitglied verschiedener Forschungsjurys, darunter des Prinzessin-von-Asturien-Preises für wissenschaftliche und technische Forschung, des Severo-Ochoa-Preises und des Grande-Covián-Preises. Sie war 1999 Mitglied des Bewertungsprozesses der Abteilung Medizin des Ministeriums für Bildung und Kultur und  Mitglied der Fachkommission für Mikrobiologie des Ministeriums für Gesundheit und Verbraucherschutz. Seit dem 3. Juli 1973 ist sie Mitglied der offiziellen Ärztekammer von Granada.

## Auszeichnungen und Ehrungen (Auswahl)
- 2019: Sanitarias Awards for Medical Writing[6]
- 2000: Silbermedaille der Universität Granada
- Medaille für Militärgesundheit
- Silbermedaille des Spanischen Roten Kreuzes
- 2000: Vom Europäischen Parlament in Brüssel zur Frau Europas 2000 gewählt
- 2002: Ehrenmitglied der offiziellen Ärztekammer von Granada
- 2020: UNIA Concha Caballero Award der Internationalen Universität Andalusien